# Pieve di San Babila a San Bavello
La pieve di San Babila a San Bavello si trova nel comune di San Godenzo.
La pieve, che la tradizione popolare vuole edificata dalla contessa Matilde, è menzionata per la prima volta in una bolla papale nel 1103, con la quale viene confermata la sua appartenenza alla diocesi di Fiesole. Dopo il terremoto del giugno del 1919, che l'aveva quasi totalmente abbattuta, fu ricostruita, nelle forme attuali, fra il 1920 e il 1924. La pieve presenta la facciata a capanna, dominata da un rosone che reca l'effigie di San Babila, con unico portale d'ingresso sovrastato da una tettoia. Sotto la tettoia trova posto un'immagine della Madonna fra due angeli.
L'interno si articola in un'unica ampia aula absidata che ha sostituito l'originario impianto medievale a tre navate. Gli altari e il fonte battesimale sono stati realizzati in pietra. Sugli altari laterali vanno segnalati due dipinti su tavola: un San Giuseppe operaio col bambino e una Vergine col Bambino. Accanto all'altare maggiore, inoltre, si trova una tela che rappresenta San Babila, mentre dietro allo stesso altare si trova un Crocifisso.
Il piccolo campanile addossato al fianco sinistro conserva ancora tratti del primitivo basamento romanico. La nuova struttura, però, è diversa da quella originaria: se infatti la cella campanaria era all'inizio a vela su due livelli e ospitava tre campane, oggi è invece quadrata.